# Ramón Santelices Cuevas

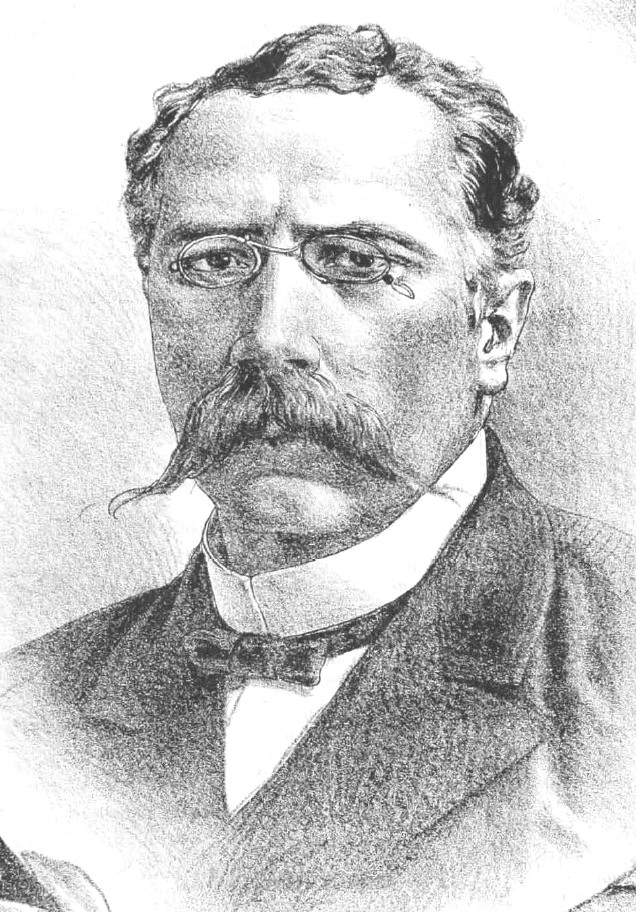
Retrato de Ramón Santelices Cuevas (1904).

Ramón Eufrasio Santelices Cuevas (Santiago, 14 de enero de 1848 - 1920), fue un político conservador chileno. 
Era hijo de Ramón Santelices Cerda y Manuela Cuevas Avaria. Estudió en el Seminario Conciliar y en el Colegio San Ignacio (1863-1866). 
Contrajo matrimonio con María Luisa Bascuñán Valledor. 

## Vida pública
Diputado por Santiago (1879-1882). Integró la comisión de Gobierno y Relaciones Exteriores. En 1891 fue diputado suplente por Llanquihue, pero nunca ocupó la titularidad.
Senador por Colchagua (1894-1900). Formó parte de la comisión permanente de Educación y Beneficencia.
Ministro de Hacienda ocupó el cargo en cuatro oportunidades (1900, 1904, 1906 y 1915-1916).